# Манжен, Шарль
Шарль Мари Эммануэль Манжен (фр. Charles Marie Emmanuel Mangin; 6 июля 1866, Саарбург — 12 мая 1925, Париж) — французский дивизионный генерал, участник Первой мировой войны.

## Биография
Окончил Сен-Сирскую военную школу в 1888 году. Был женат на дочери военного министра Франции генерала Ж. Кавеньяка.
После окончания военной школы служил в Сенегале (1889—1892), Судане (1893—1899, под командованием Жана-Батиста Маршана), Тонкине (1901—1904) и Французской Северной Африке (1906—1912); в 1912 году участвовал в подавлении восстания в Марокко.
Участвовал в Первой мировой войне, в сражениях под Шарлеруа и Верденом (в частности, во взятии крепости Дуамон). Был один из немногих генералов французской армии, поддерживавших наступательную стратегию, предложенную Нивелем; во время наступления Нивеля (1917 год) командовал 6-й армией во второй битве у Эны, большие потери во время которой привели к катастрофе для французской армии. Репутация Манжена сильно пострадала, он получил среди своих солдат прозвище «Мясник» и был на некоторое время отстранён от командования армией.

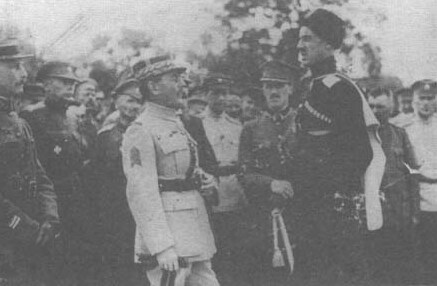
Встреча П. Н. Врангеля и Ш. Манжена

В 1918 году по приказу премьер-министра Клемансо Манжен получил в своё распоряжение 10-ю армию, которой командовал во время операции на Марне, проведя успешное контрнаступление. В последние месяцы войны служил в Восточной группе армий под командованием генерала Кастельно во время наступления на Мец.
После победы в войне 10-я армия под командованием Манжена была послана для оккупации Рейнланда; в 1919 году он был направлен в Курляндию для наблюдения за эвакуацией германских войск.
Осенью 1919 года был командирован на Юг России, где возглавил французскую военную миссию при Ставке Главнокомандующего Вооружёнными Силами на Юге России А. И. Деникина, находящуюся в Таганроге.
В феврале 1921 года Манжен вошёл в состав Высшего военного совета и получил должность генерал-инспектора французских колониальных войск.
Автор мемуаров.
Умер 12 мая 1925 года в Париже от приступа аппендицита.

## Память
- В 1928 году в Париже был открыт памятник Шарлю Манжену. В 1940 году во время оккупации Франции немецкими войсками этот памятник был уничтожен. В 1957 году в Париже был открыт новый памятник неподалёку от Дома инвалидов, рядом с Собором Святого Франциска Ксаверия, на пересечении проспекта Бретей и проспекта Дюкен (скульптор — Реймонд Мартин[фр.]).